# Birnenkuchen mit Lavendel
Birnenkuchen mit Lavendel (Originaltitel: Le goût des merveilles) ist ein französischer  Liebesfilm von Éric Besnard aus dem Jahr 2015. Der Film lief am 10. März 2016 in den deutschen Kinos an.

## Handlung
Louise Legrand lebt in der Provence, ist 37 Jahre alt und verwitwet, hat zwei Kinder und versucht, den Hof ihres Mannes mit Birnbäumen und Lavendel weiterzuführen. Allerdings kommt sie mit dem Geschäftlichen nicht klar. Die Genossenschaft ist mit der Bezahlung der von Louise gelieferten Waren im Rückstand. Die Bank drängt darauf, die Kreditschulden bezahlt zu bekommen und rät ihr deswegen, eine Hypothek auf das Haus aufzunehmen. Ihr Nachbar Paul war ein Freund ihres Mannes. Er bietet an, ihr ein Stück Land abzukaufen. Eigentlich möchte er die beiden Höfe zusammenlegen und mit der jungen Witwe zusammenleben.

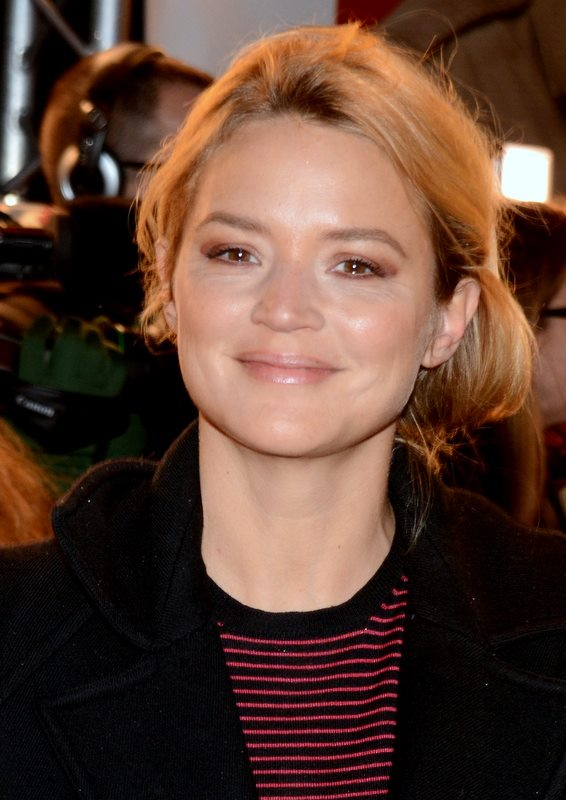
Virginie Efira (Louise) 2014

Auf dem Rückweg vom Markt fährt Louise mit ihrem Kombi einen jungen Mann namens Pierre an und verletzt ihn leicht. Louise nimmt ihn mit in ihr Haus und pflegt ihn. Sehr bald wird deutlich, dass Pierre kontaktgestört ist; er hat das Asperger-Syndrom. In Stress-Situationen verengt sich seine Wahrnehmung und er versucht zu fliehen. Verschiedene Dinge markiert er mit bunten Klebepunkten, weil es ihm dann besser gehe; Louises Auto hat bereits nach kurzer Zeit zwei Punkte.
Pierre gefällt es bei den Legrands. In der Nacht hat er Louises ungeöffnete Geschäftsbriefe sortiert und die Küche aufgeräumt. Louise meint jedoch, er könne nicht bleiben, und bringt ihn zurück in die Stadt, in der er in einem kleinen Raum hinter einem Antiquariat lebt, das von Jules geführt wird. Dieser erzählt Louise, dass er Pierre nach dem Tod von dessen Eltern aufgenommen habe, und dass Pierre vor einiger Zeit mit dem Gesetz in Konflikt gekommen sei, als er das Sicherheitssystem des Verteidigungsministeriums hackte.
Als Pierre dem Internet-Wetterbericht entnimmt, dass Nachtfrost die Birnenernte bedroht, eilt er in der Nacht zum Hof der Legrands und beginnt, große Wachslichter zum Heizen aufzustellen. Louise und die Kinder wachen davon auf und helfen ihm. Louises Sohn Felix mag Pierre, weil der ihm bei den Mathematik-Hausaufgaben hilft und gut Computerspiele spielen kann. Louise streitet sich häufig mit ihrer Tochter Emma. Diese hat heimlich und gegen den Willen ihrer Mutter einen Job als Kellnerin in der Dorfkneipe angenommen. Als Pierre Louise ankündigt, mit Emma zu sprechen, ortet er deren Mobiltelefon und folgt dem Signal bis in die Kneipe, gerät aber wegen des Kneipenlärms, der verwirrenden Bewegungen der vielen Menschen und der zuckenden Lichter in Stress. Er wird vom Wirt aufgefordert die Kneipe zu verlassen, kann sich jedoch nicht rühren. Emma nimmt ihn in Schutz vor dem Wirt und verliert ihren Job. Am Brunnen vor der Kneipe hackt Pierre die Sprinkleranlage der Kneipe und lässt Emma sie auslösen. Danach ist die Feier in der Kneipe schnell zu Ende.

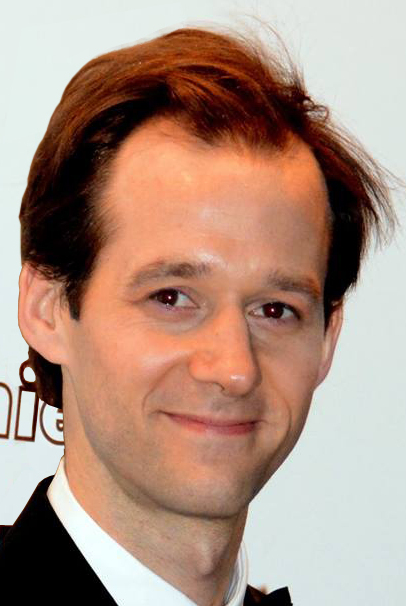
Benjamin Lavernhe spielt im Film Pierre

Die Ärztin Dr. Mélanie Ferenza wurde nach dem Hackangriff auf das Verteidigungsministerium mit der Betreuung Pierres beauftragt. Ihrer Meinung nach ist Pierre in einer Anstalt besser untergebracht als in dem zehn Quadratmeter großen Nebenraum der Buchhandlung. Sie weist ihn in eine Anstalt ein, wo Jules ihn besucht. Pierre redet nicht mit ihm, sondern klebt stoisch farbige Punkte auf die Wände seines Raumes. Jules erzählt ihm, wie er seine eigene Frau kennengelernt hat, und beschwört ihn, Louise anzurufen, auch wenn er Telefone nicht leiden könne.
Louise hat inzwischen mit einem Radlader begonnen, die alten Bäume auf dem Gelände auszureißen, das sie Paul verkaufen will, um ihre Schulden bei der Bank zu begleichen. Da taucht Pierre auf und erklärt ihr, die Genossenschaft habe die ausstehenden Zahlungen soeben überwiesen, obwohl sie es noch nicht wisse. Außerdem könne ihr Hof nach seinen Berechnungen rentabel sein. Beim Essen im Haus mit Jules und Dr. Ferenza bietet Louise an, Pierre bei sich auf dem Hof zu behalten. Die Kinder sind ebenfalls dafür. Auch Pierre, der gerade aus dem Badezimmer kommt, in dem er fröhlich gesungen hat, hebt seinen Finger.

## Produktion
Szenen des Films wurden in der südfranzösischen Kleinstadt Nyons gedreht.

## Auszeichnungen
Bei der Verleihung des deutschen Gilde-Filmpreises auf der Filmkunstmesse Leipzig (19. bis 23. September 2016) konkurrierte Birnenkuchen mit Lavendel mit dem französischen Beitrag Frantz und Ewige Jugend aus Italien um den Preis für die beste internationale Produktion.

## Kritiken
„Besnard widmete sich dem Thema Autismus mit Leichtigkeit und Humor. Von den vielen Facetten […] konzentrierte er sich auf die Übersensibilität, die seine Hauptfigur Pierre menschenscheu macht und gleichzeitig dazu bringt, eine Blüte oder einen Sonnenstrahl stundenlang zu beobachten und zu studieren.“

„Die sommerwarme Komödie plädiert mit unterhaltsamen Dialogen und französischem Landhaus-Flair für Toleranz und Verständnis gegenüber Menschen, die ‚anders‘ sind. Sozialkritische Töne verstecken sich in der romantischen Inszenierung freilich zugunsten des Gefühlskinos.“